# Julius Feld
Julius Feld, né le 29 juin 1869 à Botoșani et mort le 28 décembre 1946 à Chinon, est un peintre français d'origine roumaine.

## Biographie
Julius Feld est le fils de David Feld et de Kamm Liba.
Élève de Robert Delaunay, Léon Bonnat, Jean-Léon Gérôme et Fernand Cormon, il expose au Salon à partir de 1897.
En 1902, il obtient une mention honorable et en 1905 une première médaille.
En juillet 1905, il épouse à Paris, Marie Pauline Boullé.
Naturalisé en 1907, il devient membre de la Société des Artistes français.
Divorcé en 1921, il épouse en secondes noces Angèle Lebas.
Il meurt à son domicile de Chinon à l'âge de 77 ans. Il est inhumé au cimetière du Père-Lachaise le 31 décembre 1946.